# Делла Торре
Делла Торре (или Торриани или де ла Турре на средневековой латыни) — итальянский синьориальный род, доминировавший в большей части Ломбардии и северной Италии в XII и XIV веках, а также правивший Миланом в 1197—1277 (с перерывами) и в 1302—1311 годах. Сторонники партии гвельфов.
Среди первых документально известных членов семьи особо влиятельными были Ардерик де ла Турре, упомянутый как один из капитанов Милана в документе 1130 года, и Мартино Великий, граф Вальсассины, который воевал в Святой Земле во времена крестовых походов и погиб под стенами Дамаска в 1148 году. Его сын Якопо женился на Берте Висконти. Его внук Раймондо был епископом Комо в 1262—1273 годах. В 1269 он попал в плен к Коррадо Веноста, феодалу из Валькьявенны, и был выставлен в клетке на всеобщее осмеяние в городке Сондало, что в долине Вальтеллина. 23 сентября 1273 Раймондо освободили войска его брата Наполеоне (Напо) делла Торре. Кроме того, в 1273—1299 Раймондо являлся патриархом Аквилейским. Другой внук Якопо, Сальвино (1240?—1287), был синьором Пармы.

## Синьоры Милана
Сын Якопо делла Торре и Берты Висконти Пагано I, став командиром городского ополчения в Милане, управлял городом в 1197—1241 годах. Занимая должность капитана народа, он фактически стал синьором Милана. После смерти Пагано I (1241) род делла Торре потерял власть над Миланом, однако в 1247 году его сыну Пагано II вновь удалось взять управление городом в свои руки. В 1257 году ему наследовал двоюродный брат Мартино Младший (ум. 1263), отстранённый от власти Оберто Паллавичино в 1259 году.

## Патриархи Аквилеи
В XIII—XIV веках представители рода четыре раза становились Аквилейскими патриархами: Раймондо делла Торре (Raimondo della Torre) — 1273—1299; Кассоно делла Торре (Cassono della Torre) — 1316—1318; Пагано делла Торре (Pagano della Torre) — 1319—1332 и Лодовико делла Торре (Lodovico della Torre) — 1359—1365. С именем первого связаны значительные финансовые и правовые реформы на территории Аквилейского патриархата, строительство нового патриархального собора в городе Удине.

## Генеалогия
```
Мартино делла Торре Великий, граф 
Валь Сассина
 (убит 
1148
)
│
└─Якопо делла Торре + Берта 
Висконти

  │
  ├─Пагано I делла Торре, синьор Милана 
1197
-
1241

  │ │
  │ ├─Пагано II делла Торре, синьор Милана 
  │ │
  │ ├─Франческо
  │ │
  │ ├─Раймондо, епископ Комо 
1262
-
1273
, патриарх Аквилеи 
1273
-
1299

  │ │
  │ └─
Наполеоне (Напо) делла Торре
, синьор Милана 
  │    │
  │    └─Коррадо делла Торре детто "Моска" (Муха)
  │
  └─(?)
    │
    ├─Сальвино (1240?—
1287
), синьор 
Пармы

    │
    ├─Мартино, синьор Милана
    │
    └─Филиппо, синьор Милана
```